# يعقوب الأنصاري
يعقوب الأنصاري (30 نوفمبر 1981 -)، لاعب كرة قدم كويتي سابق. يلعب مع نادي السالمية، لعب مع منتخب الكويت الأولمبي لكرة القدم.